# Aaton
Aaton war ein französischer Hersteller von Kameras, Tonaufzeichnungsystemen und Postproduktionsgeräten.

## Geschichte
1967 entwickelte Jean-Pierre Beauviala eine Kamera, die Timecode für Ton und Bild gleichzeitig aufzeichnete. Diese Kamera wurde von der Firma Éclair gefertigt, welcher der Nutzen dieses synchronen Kamerasystems so vorteilhaft erschien, dass sie zusammen mit Jean-Pierre Beauviala Serienmodelle fertigten. Harry Saltzman erwarb Éclair und Beuaviala begann in Grenoble erneut mit Kamera-Entwicklung und Fertigung. 1971 wurde die Neuentwicklung, eine 16-mm-Kamera mit Ton und Timecodeaufzeichnung, unter der Typenbezeichnung Aaton 7A vorgestellt. Die Auslieferung begann 1973 erfolgreich und das Gerät fand viele Abnehmer, darunter die BBC, die schwedischen und französischen öffentlich-rechtlichen Sender. Basierend auf diesem Starterfolg wurden Aaton-Kameras weltweit erfolgreich. 1985 verklagte ARRI die Firma auf Patentverletzung, und Aaton wurde insolvent. Der Auffanggesellschaft gelang die Rettung der Firma. Aaton vertreibt und verleiht heute seine Kameras, Tonrekorder und Postproduktionssysteme auf allen Kontinenten der Erde und ist in 35 Ländern vertreten. Aaton ist zusammen mit den Herstellern ARRI, Panavision, Red Digital Cinema Camera Company und Sony einer der erfolgreichsten fünf Kameraausstatter für Spielfilmproduktionen.
Laut Aaton-Internetseite wurde die Firma am 15. Februar 2024 liquidiert.

## Geräte
Aaton stellt zwei 16-mm-Kameras, die Xtera und A-Minima, sowie zwei 35-mm-Kameras, die Penelope und die 35-III, her. Als Tonaufzeichnungssystem wird der Rekorder Cantar-X gefertigt, fernsteuerbar über das System Arcan. Diese Geräte sind sehr erfolgreich, so gewann 2008 Kirk Francis den Oscar für seine Tonarbeit auf Aaton Geräten. Keylink und Indawpass sind Postproduktionssysteme für die Tonsynchronbearbeitung.

## Aufbruch ins digitale Zeitalter
Während die Tonbearbeitungssysteme bereits volldigital sind, sind Aatons Kameras noch größtenteils mechanisch. Die 35-mm-Kamera Penelope ist die erste digitale Kinokamera Aatons. Obgleich auf einer klassischen mechanischen Kamera basierend, wird an diesem Gerät die Rückwand und das Transportwerk gegen eine digitale Rückwand mit einem Sensor ausgetauscht. Am 26. April 2013 hat der Unternehmensgründer Beauviala eine Mitteilung veröffentlicht, dass Aaton nach Qualitätsproblemen mit dem Dalsa-Sensor für die Delta Insolvenz anmelden musste, um einen neuen Investor finden zu können.

## Zusammenarbeit mit Godard
In der Entwicklung der Kameras wurde Aatons Hauptentwickler Jean-Pierre Beauviala vom Filmemacher Jean-Luc Godard sehr stark beeinflusst. Noch aus dieser Zeit stammt das Image der Firma, auf unabhängige Filmemacher ausgerichtet zu sein.